# Antonio Guedes Barbosa
Antonio Guedes Barbosa (João Pessoa, Paraíba, 9 de dezembro de 1943 – São Paulo, 2 de setembro de 1993) foi um pianista brasileiro de renome internacional, tendo atuado como concertista e pedagogo.
Com apenas 13 anos, estreou como solista à frente da Orquestra Sinfônica Brasileira.
Foi apontado, por Claudio Arrau, como um dos cinco maiores pianistas do mundo de sua geração, ao lado de Martha Argerich, Daniel Barenboim, Krystian Zimerman e Garrick Ohlsson.
Ao longo de sua carreira, gravou uma importante discografia nos Estados Unidos, lançada também em vários países. Nela, destacam-se as obras de Chopin, porém também gravou compositores como, dentre outros, Liszt, Schubert, Villa-Lobos e Almeida Prado. Este último, dedicou-lhe a obra “Rios”.
Em 1992, na revista American Record Guide, especializada em música clássica, um conjunto de críticos colocou suas interpretações de Chopin entre as melhores do mundo, "de Rubinstein a Cortot, de Guiomar Novaes a Martha Argerich”.
Thomas Frost, produtor de Horowitz, que também produziu a segunda versão de Antonio Guedes Barbosa para as 51 Mazurcas de Chopin, em carta ao crítico Allan Kozin, do New York Times, qualificou-as como "consideravelmente mais poéticas que as de Rubinstein."
Antonio Guedes Barbosa residia nos Estados Unidos desde 1970, mas estava no Brasil, em São Paulo, quando sofreu um infarto fatal, em 1993. Apenas dois dias após sua morte, seu último CD gravado, contendo as valsas de Chopin e também os Lieder de Schubert, foi lançado no mercado americano. Tal álbum recebeu da revista americana Stereo Review,  o título de "Melhor do Ano", dizendo ainda a publicação que: "...Barbosa é possivelmente o melhor intérprete de Chopin de sua geração".

Fontes:
https://www.bach-cantatas.com/Bio/Barbosa-Antonio-Guedes.htm
http://www.oexplorador.com.br/antonio-guedes-barbosa-pianista-brasileiro-aplaudido-no-exterior-morava-nos-estados-unidos
https://radiobatuta.com.br/programa/antonio-guedes-barbosa
https://pt.findagrave.com/memorial/6735117/antonio-guedes-barbosa